# Ga Nogyang
Ga Nogyang là ga trên Tuyến Gyeongwon ở Hàn Quốc. Nó phục vụ bởi Tàu điện ngầm Seoul tuyến 1. Nhà ga nằm ở phía cuối phía bắc của Uijeongbu ở Gyeonggi-do.

## Bố trí ga
| ↑ Yangju  |
| \| ２     |
| Ganeung ↓ |

| 1 | ●Tuyến 1 | ← Hướng đi Dongducheon · Yeoncheon              |
| 2 | ●Tuyến 1 | → Hướng đi Đại học Kwangwoon · Guro · Incheon → |

## Lối thoát
- Lối thoát 1: Trung tâm cộng đồng Nogyang-dong, tòa án huyện Uijeongbu, Văn phòng công tố quận Uijeongbu, trường trung học phổ thông Uijeongbu Kwangdong
- Lối thoát 2: Nogyang Park, Hadonggyo, Nogyangsageori, Pyeonghwa-ro